# Tecla (lepidòpter)
La tecla (Thecla betulae) és una espècie de lepidòpter papilionoïdeu de la família dels licènids (Lycaenidae) present als Països Catalans.

## Distribució
S'estén per gran part d'Europa i per l'Àsia fins a Corea. A Europa, es troba des del centre i nord de la península Ibèrica fins a les illes Britàniques, sud d'Escandinàvia, sud de Finlàndia, extrem nord-oest de Rússia i Balcans fins al nord de Grècia. Absent de les principals illes mediterrànies i de gran part de la península Itàlica. A la península Ibèrica ocupa el terç nord, amb poblacions escasses i disperses en diverses zones dels sistemes Central i Ibèric. A Catalunya es distribueix per zones baixes dels Pirineus, Serralada Transversal i el Montseny, amb presència molt escassa al Vallès i a la part nord de la Serralada Litoral, com ara el Montnegre.

## Descripció
Envergadura alar d'entre 32 i 38 mm. Dimorfisme sexual evident, per la coloració diferent de l'anvers i en ser la femella una mica més gran. El mascle presenta l'anvers de color marró fosc amb petites taques taronges al marge de l'ala posterior, prop de l'angle anal, així com una petita taca taronja difusa, que pot ser absent, prop de la punta de l'ala anterior. La femella també té un color de fons marró fosc, però presenta una gran taca taronja a la part exterior de l'anvers de l'ala anterior, a banda de les taques petites a l'anvers de l'ala posterior. Ambdós sexes presenten una cueta prop de l'angle anal de l'ala posterior. El revers és comú als dos sexes, amb el color de fons taronja i amb dues línies blanques a l'ala posterior, la més propera a la base de les quals no arriba a travessar tota l'ala, mentre que la més externa sí que ho fa i, a més, té un equivalent a l'ala anterior.

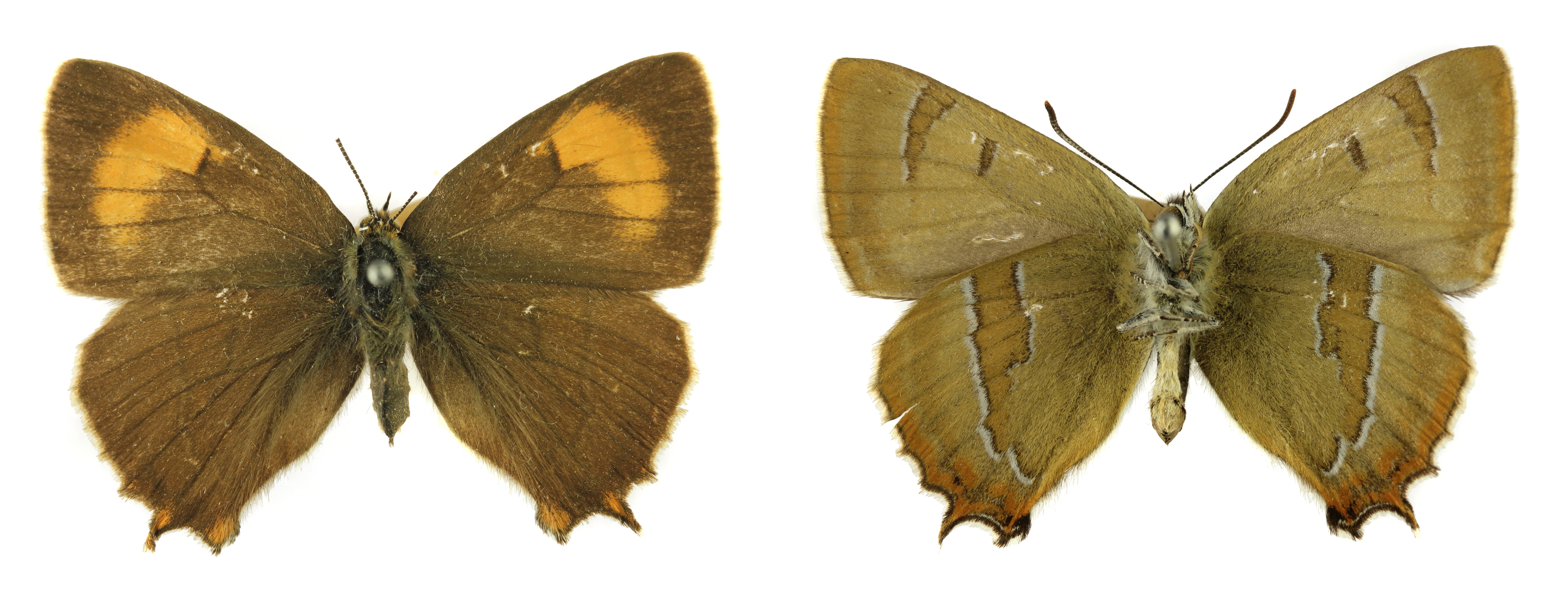
♀ / ♀ △

## Hàbitat
Boscos caducifolis o matollars madurs amb clarianes assolellades on hi hagi en abundància l'aranyoner (Prunus spinosa). Rang altitudinal des dels 50 m fins als 1500 m. L'eruga s'alimenta de diverses rosàcies del gènere Prunus, sobretot l'aranyoner, però també altres congèneres cultivats com ara la prunera (Prunus domestica).

## Període de vol i hibernació
Vola en una generació des de finals de primavera fins al mes d'octubre, en funció de la localitat i l'altitud. Hiberna com a ou.

## Comportament
Les femelles ponen els ous, sovint en parelles, principalement a les enforcadures o base de les espines d'aranyoners joves. El fet d'escollir exemplars joves podria limitar la competència amb les erugues de moltes altres espècies de papallona, tan diürnes com nocturnes, que utilitzen exemplars madurs d'aranyoner per a pondre els ous.
Es tracta d'una espècie mirmecòfila facultativa, les erugues de la qual són de vegades ateses per Lasius emarginatus o Crematogaster scutellaris.
Els mascles són territorials i s'apleguen a les capçades d'alguns arbres, on esperen les femelles per a aparellar-se. Ambdós sexes són molt arborícoles, on s'alimenten de les secrecions que els pugons depositen a la base de les fulles. Aquest fet dificulta l'observació dels adults.

## Galeria

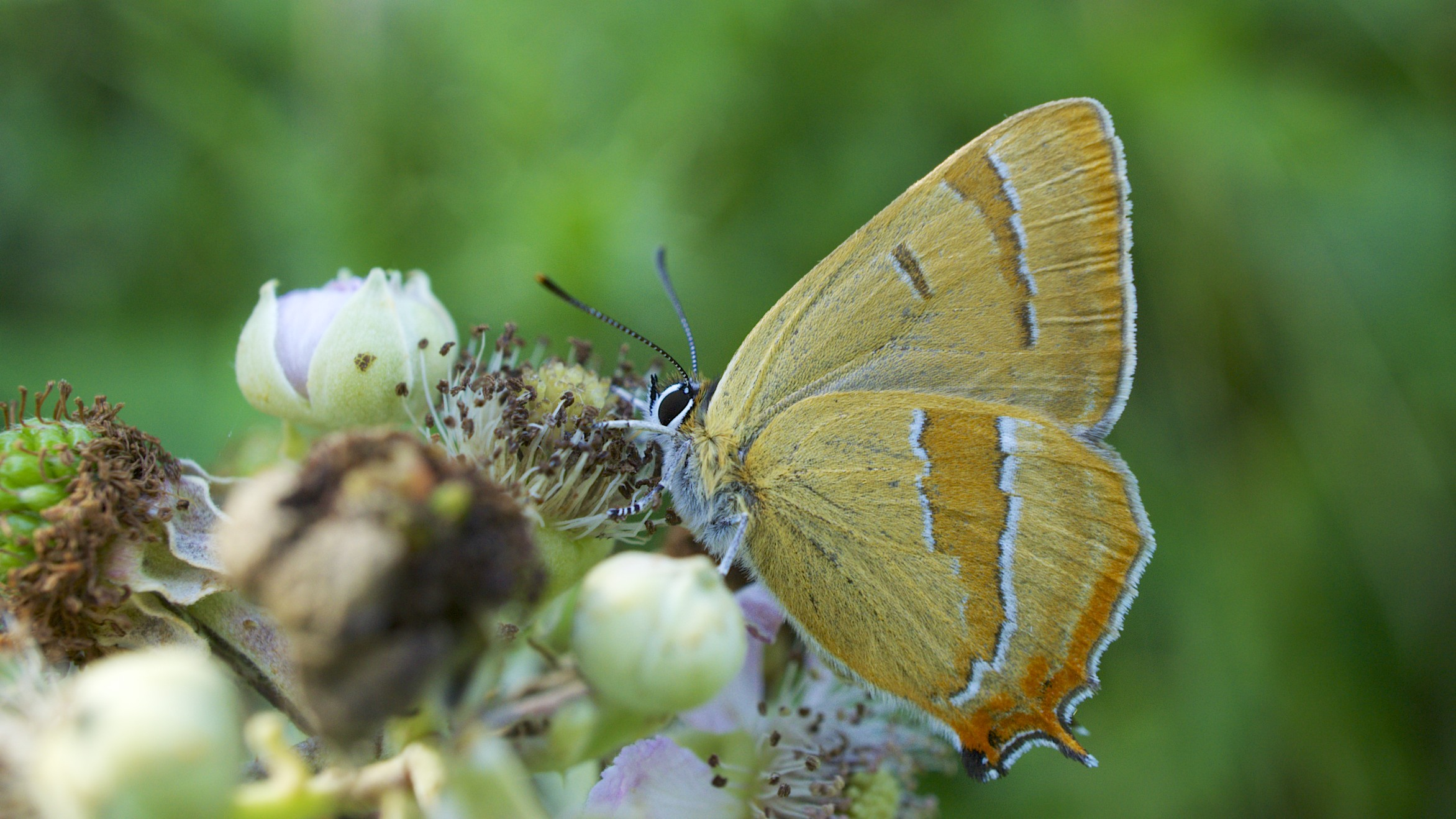
Adult a Broadstone, Dorset, Regne Unit
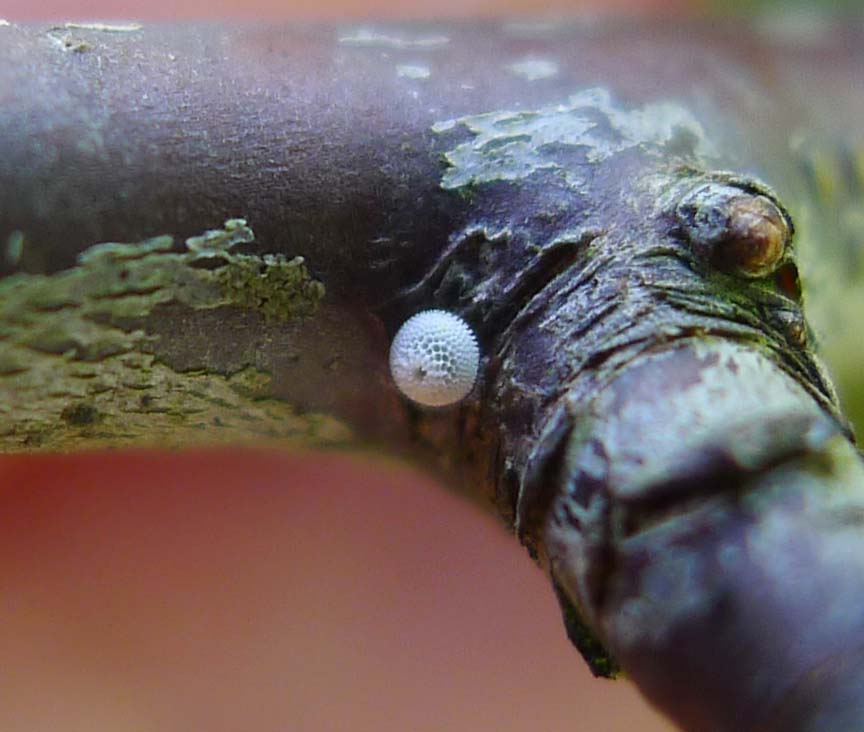
Ou en una enforcadura de Prunus prop de Worcester, Regne Unit
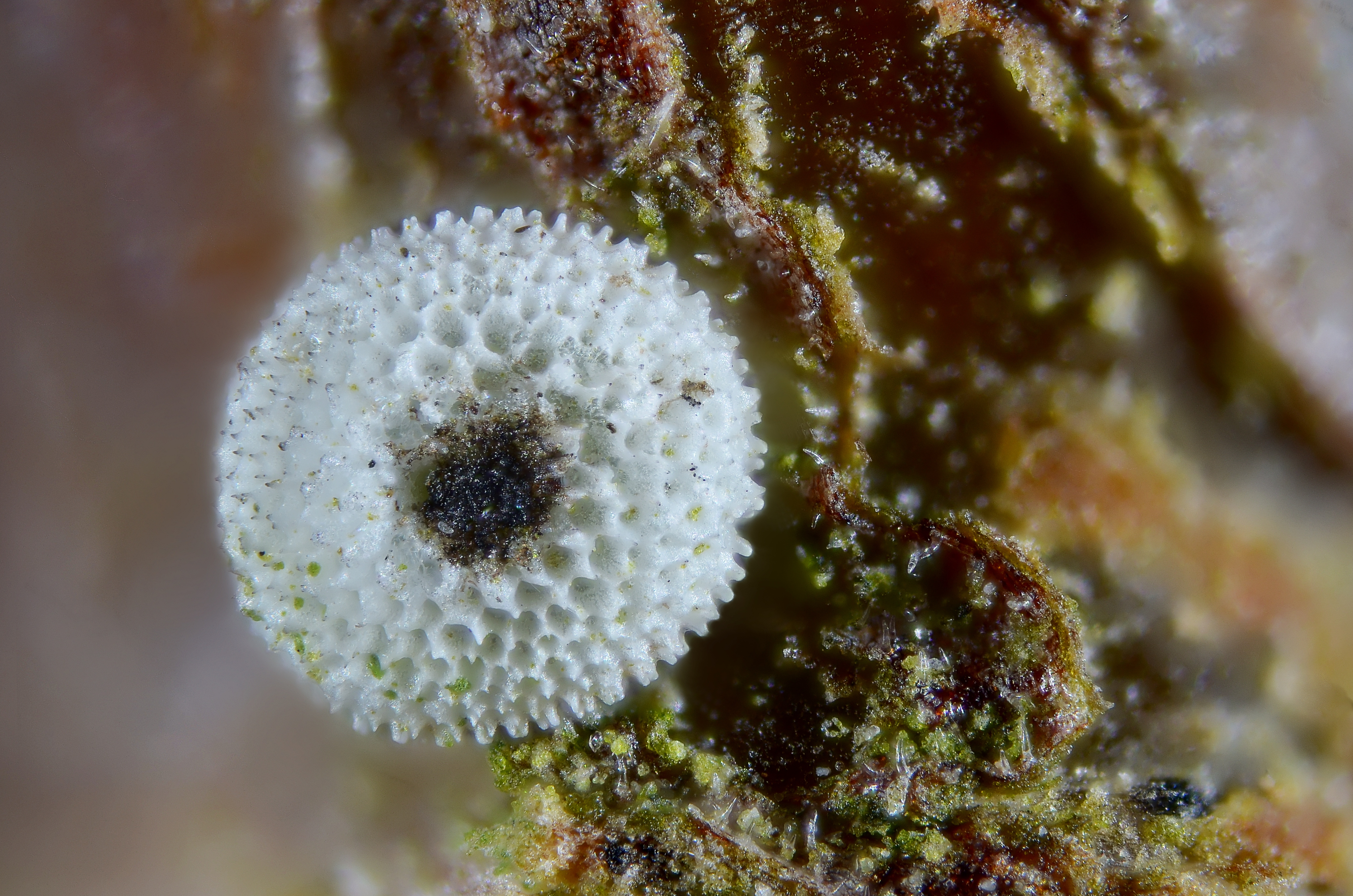
Detall d'un ou